# Castelo de Matsue
O Castelo de Matsue (松江城 Matsue-jō?) é um castelo japonês localizado em Shimane. Apelidado de o "castelo negro" ou "castelo do chorlito gris", é um dos poucos castelos medievais do Japão, ou, pelo menos, um dos poucos que conservam sua estrutura de madeira e não as reconstruções de concreto que alguns têm.
A construção do Castelo de Matsue se iniciou em 1607 e foi concluída em 1611, trabalho do daimyo Horio Yoshiharu. Em 1638, o feudo assim como o castelo passaram a propriedade do clã Matsudaira, um ramo da família Tokugawa.
A maioria dos castelos japoneses haviam sido prejudicados ou destruídos em guerras, terremotos e outras causas. Dado que grande parte da construção dos castelos era de madeira, o fogo era uma grande ameaça. O Castelo de Matsue foi construído depois da última guerra feudal no Japão pelo que nunca foi alvo de nenhum ataque em batalhas, no entanto, só alguns dos muros e a fortaleza principal resistiram até os dias de hoje.

## História

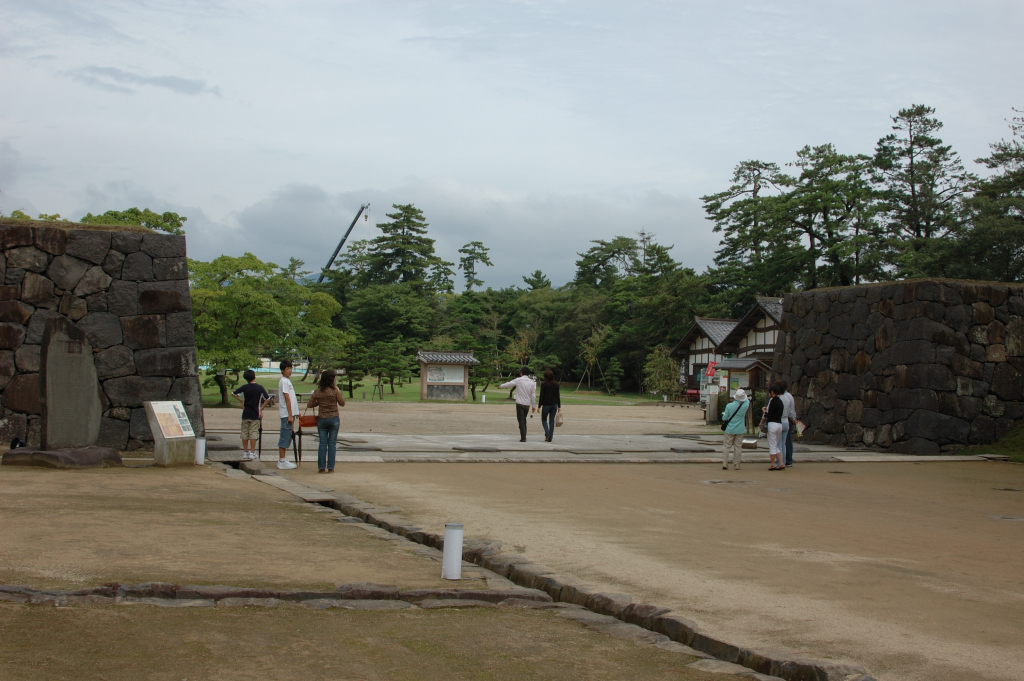
Ruínas da entrada Oeste.

Dos 12 castelos que ainda existem no Japão, é o único que se localiza na região de Sanin, em Honshu. Este castelo é o segundo maior, o terceiro mais alto (com 30 metros de altura) e o sexto mais antigo. Foi construído em cinco anos e foi acabado em 1611.
Depois de que governaram nestas terras Tadaharu Horio e Tadataka Kyogokushi, Naomasa Matsudaira, um dos bisnetos de Tokugawa Ieyasu, se converteu no daimyo, depois se ser transferido de Matsumoto na província de Shinshu, e iniciou um governo que durou dez gerações do clan Matsudaira por um período de 234 anos.
Em 1875, todos os edifícios dentro da fortificação com exceção do castelo principal foram destruídos, o qual foi permitido que se conservasse dada a pressão de diversos grupos. O castelo foi completamente reconstruído entre 1950 e 1955.
O castelo tem uma estrutura completa, construído em forma de torre de vigia, ademais que desde o exterior da a impressão de que tem 5 andares quando na realidade tem 6. A maioria dos muros do castelo estão pintadas de preto. Possui uma forte estrutura planejada para resistir aos embates da guerra e ao mesmo tempo dar uma impressão de majestosidade e solenidade, características do estilo Momoyama.